# 安田成美
安田 成美（やすだ なるみ、1966年〈昭和41年〉11月28日 - ）は、日本の女優、ナレーター、歌手。
東京都荒川区ないし文京区出身。キナシコッカ所属。女子美術大学付属高校中退、明治学院大学文学部2部中退。夫はとんねるずの木梨憲武。

## 略歴
出生地は東京都内の大岡山。4歳の時に同じ都内の荒川区に移り、中学入学と同時に文京区へ。文京区で育ったのは中学生の時からである。「美しく成るように」という意味で父が成美と名付けたという。
中学在学中にスカウトされ、1981年に花王「ビオレ」のCMでデビュー。翌年に日本テレビの『ホームスイートホーム』でドラマ初出演。
1983年、『風の谷のナウシカ』のアニメ映画化にあたって募集されたイメージガールのオーディションで約7500人の中からグランプリを獲得。
1984年、同映画のイメージソングに採用されたシングル曲「風の谷のナウシカ」（作詞：松本隆、作曲：細野晴臣）で歌手デビュー。この曲は同名のアニメ映画『風の谷のナウシカ』のイメージソングとなり、オリコンシングルチャートでも10位にランクインされるヒットとなったが、映画本編には使用されていない。同年、デビュー曲「風の谷のナウシカ」を含む、ファーストアルバム『安田成美』（高橋幸宏プロデュース）を発売。
1988年、約4年ぶりとなるセカンド・アルバム『ジィンジャー』（大貫妙子プロデュースのほか、小林武史、かしぶち哲郎、スティーヴ・ジャンセンが参加）を発売。
1989年に主演した『同・級・生』以降、トレンディードラマのブームに乗り主演ドラマが相次いでヒット。1992年に中森明菜とダブル主演した『素顔のままで』では最高視聴率31.9%の高視聴率を記録した。
1994年、NHK連続テレビ小説『春よ、来い』の主演を務めるも途中降板する。同年、映画『そろばんずく』で共演したとんねるずの木梨憲武と結婚。翌年に長男、1999年に次男を出産。
休業を経て2000年、日本テレビのドラマ『リミット もしも、わが子が…』で復帰。事務所を田辺エージェンシーから夫の木梨が代表取締役社長を務めるコッカ（現：キナシコッカ）に移籍。2001年『大河の一滴』で7年ぶりに映画主演を務めた。2004年、長女を出産、再び休業期に入る。
2004年頃から、夫と共に東京・麻布十番にて「3116 GALLERY CAFE」というカフェの経営を始める。
2006年4月、関西テレビのドラマ『さいごの約束』で復帰。
2016年、初エッセイ本『愛だナ!』を出版。2020年2月、エッセイ集「日々を編んでいく」を出版。タイトルにつながるように趣味は編み物。

## エピソード

### デビューの推薦人
写真家の山岸伸によると、安田の当時の担当マネージャーが「かわいい子がいるので会ってくれ」と申し入れがあり、市ヶ谷の喫茶店ルノアールで会うことになった。その後も彼女とたびたび仕事をともにしたことで、写真家としての生活が軌道に乗ったと感じていることをブログで述懐している。この時の写真は、写真集『安田成美』にも収録されている。山岸は、『風の谷のナウシカ』のイメージガールとして安田がデビューする際の推薦者の一人だったとも述べている。

### 突如のドラマ降板
1994年度下期から1995年度上期にかけて放送されたNHKの連続テレビ小説『春よ、来い』で、1年間ヒロインを演じる予定であったが、撮影途中の1995年2月に「肉体的精神的な疲労による体調不良」を理由に突如降板した。この件に対し『春よ、来い』原作・脚本の橋田壽賀子が「飼い犬に手を噛まれた」と発言して波紋を呼んだ。代役は中田喜子が務めた。
2010年度下期に放送のNHK大阪放送局製作の連続テレビ小説『てっぱん』でヒロインの養母役で15年ぶりに出演することとなった。

### 妖精
子供のころに妖精を見たことがあるとテレビ番組で語っている。このエピソードを基に木梨が妖精のキャラクターを制作し、事務所と同名の「コッカ」と名付けた。

## 出演

### テレビドラマ
- ホームスイートホーム（1982年8月27日 - 11月5日、日本テレビ） - 大島真記子 役
- 松本清張のゼロの焦点（1983年4月16日、TBS ザ・サスペンス） - 禎子（主人公）の妹 役
- 外科医 城戸修平（1983年5月10日 - 8月2日、TBS）
- おさな妻 私を抱いて…16歳の初夜（1983年8月8日、テレビ朝日 月曜ワイド劇場） - 主演
- さよならを教えて（1983年10月5日 - 12月28日、毎日放送） - 秋田なるみ 役
- 息子が恋人（1985年2月21日 - 3月21日、テレビ朝日）
- 刑事物語'85（1985年4月14日 - 9月29日、日本テレビ） - 久野芳恵 役
- 愛の風、吹く（1985年7月1日 - 9月27日、TBS テレビ小説） - 主演・安由子 役
- ひとひらの雪（1986年1月2日、テレビ朝日） - 高村かおり 役
- 親にはナイショで…（1986年1月10日 - 3月28日、TBS） - 主演・高階えり子 役
- ただ一度の人生（1986年4月23日、TBS） - ヒロイン・中里泉 役
- ときめき ああ青函連絡船（1986年9月29日 - 10月10日、NHK総合 銀河テレビ小説） - 主演・長良美佐子 役
- 恋する時間です（1986年10月18日 - 12月20日、日本テレビ） - 太作文美 役
- 太閤記（1987年1月1日、TBS） - お市 役
- 親子ジグザグ（1987年4月10日 - 8月21日、TBS） - ヒロイン・安西梨花 役
- 気がつけばお相撲さんのお嫁さん（1987年10月3日、TBS） - 主演
- ベッドでパパと呼ばないで（1987年10月13日・20日、テレビ朝日） - 主演
- サラダ記念日（1987年10月18日、TBS 東芝日曜劇場） - 主演
- 親子ウォーズ（1988年1月9日 - 3月26日、TBS） - 主演・古場敦子 役
- 23時の女たち（1988年10月31日 - 11月3日、TBS）
- 恋愛できない症候群（1988年11月13日、TBS 東芝日曜劇場） - 主演
- スタンドバイミーII 〜気まぐれ天使〜（1988年12月2日 - 23日、TBS） - 主演
- 同・級・生（1989年7月3日 - 9月25日、フジテレビ） - 名取ちなみ 役
- ラベンダーの風吹く丘（1989年11月25日、NHK総合） - ヒロイン・母親 役
- 宝くじ（1990年4月22日、TBS） - 主演
- キモチいい恋したい!（1990年7月2日 - 9月24日、フジテレビ） - 主演・谷本香菜 役
- ラブストーリーは突然に（1991年3月25日、フジテレビ）
- がんばれジャイアンツ4（1991年、TBS 東芝日曜劇場）
- ヴァンサンカン・結婚（1991年7月4日 - 9月19日、フジテレビ） - 主演・片島朝子 役
- 松本清張作家活動40年記念・霧の旗（1991年11月23日、テレビ朝日 土曜ワイド劇場） - 主演・柳田桐子 役
- 源義経（1991年12月31日、日本テレビ） - ヒロイン・静御前 役
- 素顔のままで（1992年4月13日 - 6月29日、フジテレビ） - 主演・香坂（村上）優美子 役
- ローマの休日（1993年1月4日、TBSスペシャルドラマ） - ヒロイン
- 並木家の人々（1993年1月14日 - 3月25日、フジテレビ） - 並木花 役
- この愛に生きて（1994年4月14日 - 6月30日、フジテレビ） - 主演・植草曙美 役
- 連続テレビ小説（NHK総合）
  - 春よ、来い <第1部>（1994年10月3日 - 1995年4月1日） - 主演・高倉春希 役
  - てっぱん（2010年9月27日 - 2011年4月2日） - 村上真知子 役
- ドク（1996年10月17日 - 12月19日、フジテレビ） - 主演・長瀬雪 役
- 世にも奇妙な物語 春の特別篇「5分後の女」（1998年4月8日、フジテレビ） - 主演
- リミット もしも、わが子が…（2000年7月3日 - 9月11日、日本テレビ） - 主演・有働公子 役
- さいごの約束<2006春のヒューマンドラマスペシャル>（2006年、フジテレビ）
- 松本喜三郎一家物語 〜おじいさんの台所〜（2007年5月4日、フジテレビ） - 松本夕子 役
- テレビ東京開局45周年記念ドラマスペシャル シューシャインボーイ（2010年3月24日、テレビ東京） - 塚田敬子 役
- 深夜食堂 第11話（2011年10月19日、TBS） - クミ 役
- 土曜プレミアム 一休さん（2012年6月30日、フジテレビ） - 伊予の局 役
- ビブリア古書堂の事件手帖（2013年1月14日 - 3月25日、フジテレビ） - 篠川智恵子 役
- スペシャルドラマ 一休さん2（2013年5月5日、フジテレビ） - 伊予の局 役
- テレビ愛知開局30周年記念ドラマ スケート靴の約束〜名古屋女子フィギュア物語〜（2013年12月25日、テレビ愛知制作・テレビ東京） - 主演・水元さとみ 役
- 55歳からのハローライフ 第4話（2014年7月5日、NHK総合） - 堀切彩子 役
- 赤と黒のゲキジョー 前科ありの女たち（2014年11月28日、フジテレビ） - 主演・石神由紀子 役
- 24時間テレビスペシャルドラマ「母さん、俺は大丈夫」（2015年8月22日、日本テレビ） - 佐々木萌子 役[17]
- トットてれび（2016年4月30日 - 6月18日、NHK総合） - 黒柳朝 役[18]
- 朝が来る（2016年6月5日 - 7月31日、東海テレビ） - 主演・栗原佐都子 役[19]
- みをつくし料理帖（2017年5月13日 - 7月8日、NHK総合） - 芳 役[20]
  - みをつくし料理帖スペシャル（2019年12月14日 - 21日、NHK総合）[21]
- 一億円のさようなら（2020年9月27日 - 11月15日、NHK BSプレミアム・BS4K） - 加能夏代 役[22][23]
- 新春ドラマスペシャル 優しい音楽〜ティアーズ・イン・ヘヴン 天国のきみへ（2022年1月7日、テレビ東京） - 鈴木桂子 役[24]

### テレビアニメ
- ナイン 完結編（中尾百合）

### 映画
- トロピカルミステリー 青春共和国（1984年、東宝）
- そろばんずく（1986年、東宝）
- 犬死にせしもの（1986年、松竹）
- 南へ走れ、海の道を!（1986年、松竹富士）
- 光る女（1987年、東宝）
- マリリンに逢いたい（1988年、松竹富士）
- バカヤロー! 私、怒ってます 第2話「遠くてフラれるなんて」（1988年、松竹）
- 孔雀王（1988年、フジテレビジョン＝ゴールデン・ハーベスト）
- 226（1989年、松竹） -  田中久子 役
- ZIPANG（1990年、東宝）
- 咬みつきたい（1991年、東宝）
- ラストソング（1994年、東宝）
- 大河の一滴（2001年、東宝）
- WATARIDORI（2001年公開、2003年日本版ナレーション、日本ヘラルド映画）
- 歓喜の歌（2008年、シネカノン） - 五十嵐純子 役
- 時をかける少女（2010年、スタイルジャム） - 芳山和子 役
- 最後の忠臣蔵（2010年、ワーナー・ブラザース） - ゆう（元夕霧太夫）役
- HOME 愛しの座敷わらし（2012年、東映） - 高橋史子 役
- 任侠ヘルパー（2012年、東宝） - 蔦井葉子 役
- 王妃の館（2015年、東映） - ディアナ 役
- Fukushima 50（2020年、松竹 / KADOKAWA）  - 浅野真理 役[25]
- すばらしき世界（2021年、ワーナー・ブラザース） - 西尾久美子 役[26]

#### 吹き替え
- ピーター・パン2 ネバーランドの秘密（2002年） - ウェンディ・ダーリング 役

#### ドキュメンタリー
- 憲武 成美の 南米・インカ 夫婦道（2025年5月24日、NHK BS）[27]

### 劇場アニメ
- 昆虫物語 みつばちハッチ〜勇気のメロディ〜（2010年、松竹） - ハッチのママ役
- アーロと少年（2016年） - アパトサウルスのママ 役[28]

### 舞台
- シルヴィア（1997年）
- リチャード三世（2008年 - 2009年）
- ラヴ・レターズ（2010年）
- 英国王のスピーチ（2012年8月24日 - 9月9日、世田谷パブリックシアター / 9月14日 - 17日、森ノ宮ピロティホール） - エリザベス 役
- ザ・空気 ver.2 誰も書いてはならぬ（2018年6月23日 - 7月16日、東京芸術劇場シアターイースト / 地方） - 主演・井原まひる 役[29]
- 朗読劇「星の王子さま」（2025年7月1日・2日、自由学園明日館 講堂）[30]

### CM
- 花王
  - 「ビオレ」（1981年）
  - 「ソフィーナ」（1984年 - 1991年） - 主に高林由紀子のほか高橋惠子や賀来千香子ら多数の女優との共演バージョンあり。　　
    - 「ソフィーナ リフトプロフェッショナル ハリ美容液」（2015年 - 2017年 ）[31]
- 電電公社（現：NTT）「オレンジライン」（1984年 - ） - 1984年の3rdシングル「透明なオレンジ ～愛のオレンジラインより～」がタイアップCMソング。
- 山一證券「中国ファンド」（1984年 - 1985年頃） - 中期国債ファンド（中国〈ちゅうこく〉ファンド）は山一系列独自の商品ではなく、他証券系列各社も販売していた。当初のCMソング「中国ファンドは～山一証券～！」も安田が担当。
- ムトウ「ラプティ」（1989年頃） - ファッションカタログ誌のCM。
- ダイドードリンコ「ダイドーMコーヒー」（1990年頃 - ）
- 全日空「スカイホリデー 空遊券」『ケ・セラ・セラ』篇（1990年）
- 三菱電機
  - 「三菱 ファジィ チルド冷蔵庫」「三菱チルド冷蔵庫 J」（1993年 - ）「三菱チルド冷蔵庫 ジャストさんの冷蔵庫 J」[32]
  - 「三菱全自動洗濯機 ラグジェ」（1992年）「三菱全自動洗濯機」（1993年 - ）「三菱洗濯機」
  - 「三菱ジャー炊飯器」
- クボタ（1991年 - ） - 「おいで、クボタの森へ」のセリフが知られている。
- 三菱銀行（現：三菱UFJ銀行）（1992年 - 1993年）
- ロート製薬
  - 「パンシロン新胃腸薬」「パンシロンQQ」「パンシロン胃腸内服液」「パンシロンNOW」（1992年 - 1993年頃）[33]
- 資生堂
  - 「シーズ メーク落とし」（1993年）
  - 「シーズ 泡立つメーク落とし」（1993年 - 1995年頃）
- キッコーマン
  - 「減塩しょうゆ」（1993年 - ）
  - 「本つゆ」（2000年）
  - 「丸大豆しょうゆ」（2000年） - 「『醤油』って（漢字で）書ける？」のセリフが知られている。
  - 「うちのごはん・肉味噌炒め用」（2001年 - 2002年）
  - 「うちのごはん・豚すき肉豆腐用」「うちのごはん・和風オムレツ用」（2002年）
- 日本コカ・コーラ「ジョージア缶コーヒー」（1994年頃 - ）
- 森永製菓「森永ココア」（1995年）[34]
- 日本移動通信（IDO）
- ジョンソン・エンド・ジョンソン「タイレノール」（2001年）
- コーセー
  - 「グランデーヌ」（2001年 - 2003年）
  - 「モイスチュア スキンリペア」（2004年 - 2008年）
- 江崎グリコ「熟カレー」（2004年）
- 味の素ゼネラルフーヅ（AGF、現：味の素AGF）「コーヒーギフト」（2004年）
- トヨタ「シエンタ」（2006年 - 2009年）
- オルビス「アクアフォース・マイルドウォッシュ」（2007年）
- 味の素「Cook Do」 - 安田が出演する以前は夫の木梨が出演していた（共演はしていない）。CM上での家族バージョン篇の夫役は近藤芳正、娘役は三吉彩花ら。
  - 「クックドゥ・青椒肉絲」「クックドゥ・四川式麻婆豆腐」「クックドゥ・飯店炒飯」（2007年 - 2008年）
- キリンビバレッジ「アルカリイオンの水」（2008年）
- ライオン「香りとデオドラントのソフラン」（2008年 - 2011年）
- ミツカン
  - 「すし酢」（2010年 - 2015年）
  - 「熟味酢」「純玄米黒酢」（2010年）
  - 「穀物酢」（2011年 - 2013年）
  - 「やさしいお酢」「カンタン酢」「かんたん酢たっぷりたまねぎ」「まろやかりんご酢 はちみつりんご」「カンタン黒酢」「五目ちらし」「ブルーベリー黒酢」「おむすび山 むすびすし 生姜香る鮭ちらし」「カンタンいろいろ使えま酢」「アサイー黒酢」「飲む黒酢」（2012年 - 2017年）
- 亀田製菓「スーパーフレッシュ柿の種」（2011年）
- アサヒ緑健「緑効青汁」（2021年 - 2024年）[35]

### ナレーション
- エコだね 〜未来の子どもたちへ〜（2008年4月 - 2009年3月、TBS系）
- 地球絶景紀行（2010年4月 - 2015年3月、BS-TBS）
- “死”を見つめる舞台へ〜日野原重明・99歳の挑戦〜（2010年11月3日、NHK総合）
- 目撃！日本列島「子どもたちを守りたい〜福島 放射線と戦う日々〜」（2011年10月1日、NHK総合）
- てれび絵本「オチビサン」（2014年度 NHK Eテレ） - 朗読
- 地球ドラマチック（2023年4月 - 2025年3月、NHK Eテレ）

## 受賞歴
- 『風の谷のナウシカ』イメージガールグランプリ（1983年）
- 第8回ヨコハマ映画祭 主演女優賞（1986年）
- エランドール賞 新人賞（1987年）
- 第13回報知映画賞 最優秀主演女優賞（1988年『バカヤロー! 私、怒ってます』）
- 第12回日本アカデミー賞 優秀主演女優賞（1989年）[36]
- 第3回高崎映画祭 優秀主演女優賞（1989年）
- 第2回日本ジュエリーベストドレッサー賞20代部門（1991年）
- 第1回橋田賞（1993年）[37]
- 第25回日本アカデミー賞 優秀主演女優賞（2002年）
- 第2回ベストマザー賞（2009年5月10日）
- 第44回日本アカデミー賞 優秀助演女優賞（2021年）[38]

## 音楽作品
※すべて徳間ジャパンから発売。

### シングル
| 発売日         | 規格 | 規格品番 | 面                           | タイトル                     | 作詞     | 作曲     | 編曲              |
| -------------- | ---- | -------- | ---------------------------- | ---------------------------- | -------- | -------- | ----------------- |
| 1984年1月25日  | EP   | ANS2008  | A                            | 風の谷のナウシカ             | 松本隆   | 細野晴臣 | 萩田光雄          |
| 1984年1月25日  | EP   | ANS2008  | B                            | 風の妖精                     | 松本隆   | 細野晴臣 | 白井良明          |
| 1984年4月25日  | EP   | 7JAS-5   | A                            | トロピカル・ミステリー       | 松本隆   | 大村雅朗 | 萩田光雄          |
| 1984年4月25日  | EP   | 7JAS-5   | B                            | 月のミューズ                 | 松本隆   | 大村雅朗 | 萩田光雄          |
| 1984年7月25日  | EP   | 7JAS-9   | A                            | 透明なオレンジ               | 松本隆   | 南佳孝   | 船山基紀          |
| 1984年7月25日  | EP   | 7JAS-9   | B                            | 夢の散歩                     | 松本隆   | 南佳孝   | 船山基紀          |
| 1984年10月25日 | EP   | 7JAS-17  | A                            | 銀色のハーモニカ             | 松本隆   | 細野晴臣 | 細野晴臣 萩田光雄 |
| 1984年10月25日 | EP   | 7JAS-17  | B                            | 悪戯な小鳥                   | 松本隆   | 大村雅朗 | 萩田光雄          |
| 1985年4月25日  | EP   | 7JAS-30  | A                            | サマー・プリンセス           | 松本隆   | 林哲司   | 大村雅朗          |
| 1985年4月25日  | EP   | 7JAS-30  | B                            | Sueはおちゃめなパン屋さん    | 鈴木博文 | 鈴木慶一 | 高橋ユキヒロ      |
| 2024年1月31日  | 配信 |          | A                            | 風の谷のナウシカ (2024 ver.) |          |          |                   |
| 2024年1月31日  | 配信 | B        | 銀色のハーモニカ (2024 ver.) |                              |          |          |                   |

### アルバム
| 発売日         | 規格  | 規格品番            | アルバム |
| -------------- | ----- | ------------------- | --- |
| 1984年4月25日  | LP    | 28JAL-9             | 安田成美 |
| 1988年3月25日  | LP CD | 28JAL-3148 32JC-280 | ジィンジャー ※大貫妙子初のプロデュース 1. 思い出のロックンロール（作詞・作曲：Serge Gainsbourg、訳詞：大貫妙子） 2. 浜辺のポートレイト 3. パパを愛したように 4. 夢は夢の中へ 5. MOMO 6. 夜のパティオで 7. ハイウェイ歩けば 8. 突然彼を奪われて 9. 初めての街 10. 星の降る夜 |
| 1994年12月21日 | CD    | TKCA-70552          | ジィンジャー ※大貫妙子初のプロデュース 1. 思い出のロックンロール（作詞・作曲：Serge Gainsbourg、訳詞：大貫妙子） 2. 浜辺のポートレイト 3. パパを愛したように 4. 夢は夢の中へ 5. MOMO 6. 夜のパティオで 7. ハイウェイ歩けば 8. 突然彼を奪われて 9. 初めての街 10. 星の降る夜 |
| 1988年9月25日  | 8cmCD | 15JC-325            | 安田成美 "DIAMIND COLLECTION" CD MINI ALBUM 1. 思い出のロックンロール 2. パパを愛したように 3. 初めての街 4. 星の降る夜 |

#### ベストアルバム
| 発売日         | 規格  | 規格品番          | アルバム |
| -------------- | ----- | ----------------- | --- |
| 1984年11月25日 | LP CD | 28JAL-21 35JC-103 | 全曲集 Side：A 1. 風の谷のナウシカ 2. Sueはおちゃめなパン屋さん 3. 透明なオレンジ 4. 夢の散歩 5. 寂しい優しさ 6. 風の刺青（KAZE NO SHISEI） 7. 水のナイフ Side：B 1. 銀色のハーモニカ 2. 蝶をちぎった少女 3. 星屑たちのクルージング 4. 風の妖精 5. 月のミューズ 6. トロピカル・ミステリー 7. 悪戯な小鳥                   |
| 1989年9月25日  | CD    | 30JC-444          | 全曲集 1. 風の谷のナウシカ 2. トロピカル・ミステリー 3. 透明なオレンジ 4. Sueはおちゃめなパン屋さん 5. 寂しい優しさ 6. 銀色のハーモニカ 7. 水のナイフ 8. 思い出のロックンロール 9. パパを愛したように 10. 夜のパティオで 11. 突然彼を奪われて 12. 初めての街 13. 星の降る夜 14. 悪戯な小鳥 15. 風の刺青（KAZE NO SHISEI） |
| 2013年5月8日   | CD    | TKCA-73898        | 安田成美コレクション |

## 書籍
- 山岸伸 撮影『安田成美写真集』英知出版、1987年6月25日。
- 『愛だナ!』（2016年11月11日、発行：ジュウ・ドゥ・ポゥム 発売：主婦の友社）[9]
- 『日々を編んでいく』（2020年2月5日、宝島社）[10]